# Renault Symbioz (2017)
La Renault Symbioz è un concept car elettrica sviluppata dalla casa automobilistica francese Renault, presentata al Salone di Francoforte ad inizio settembre 2017.

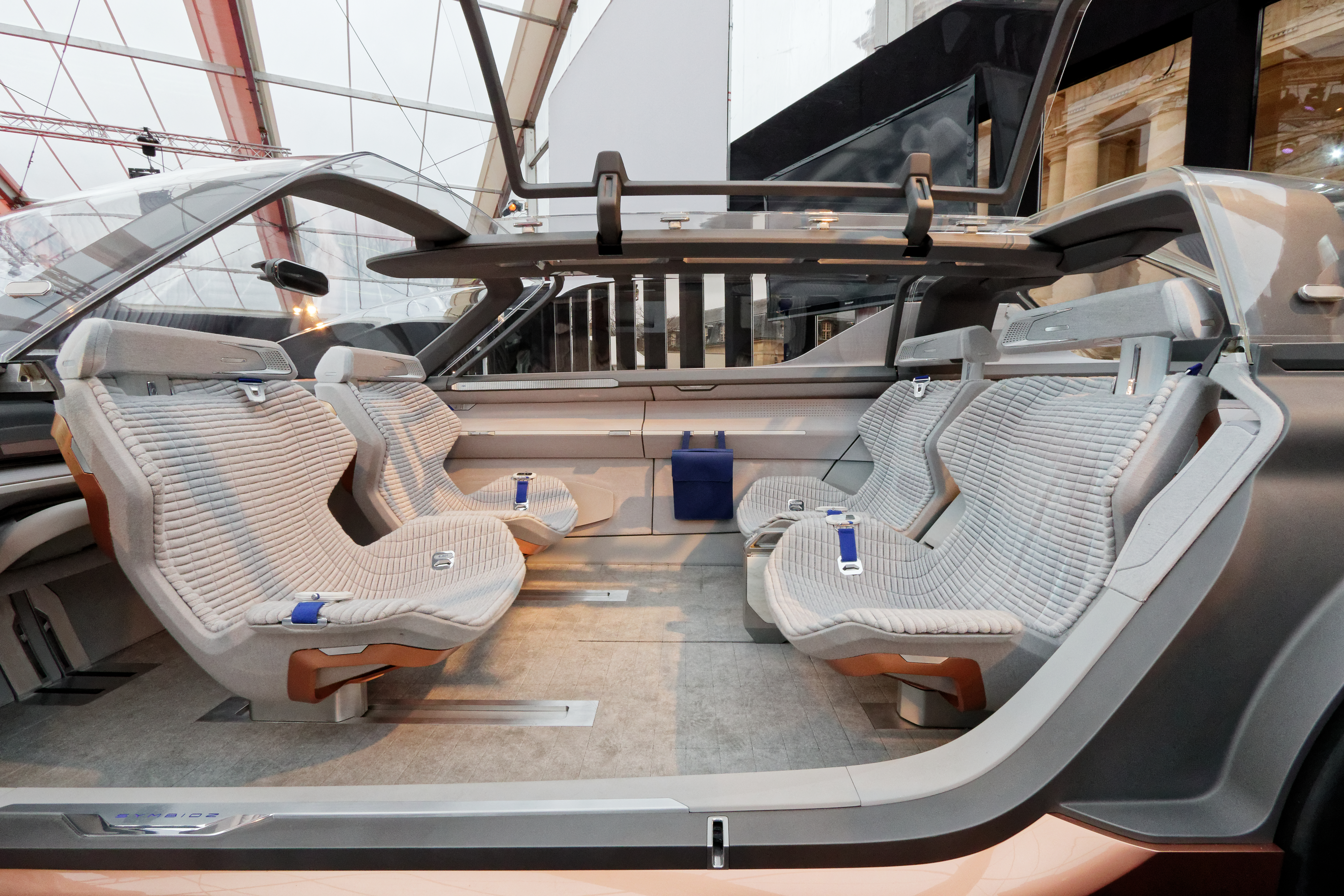
Dettaglio degli interni e delle portiere in vetro ad apertura ad ali di gabbiano

## Descrizione
Presentata in occasione delle giornate dedicate alla stampa specializzata al Salone di Francoforte del 12 settembre 2017, prima della presentazione statica al salone il 4 settembre 2017, la Renault ha annunciata la vettura in anteprima con un video di presentazione diffuso on line.
La Symbioz è dotata di due motori elettrici, uno per ogni ruota posteriore, che sviluppano insieme 680 CV complessivi e 660 Nm di coppia, accelerando da 0 a 100 km/h in 6 secondi per un'autonomia di circa 500 km.
Nel novembre 2017, Renault ha presentato una seconda versione della vettura, capace di circolare anche su strade aperte al pubblico e che si differenzia dalla concept car statica per una serie di elementi atti a farla circolare su strade tra cui i fari, le portiere e i sedili. Questa seconda versione della Symbioz è dotata di un sofisticato sistema di guida autonoma di livello 4 che permette al volante di essere ritratto e riposto nel cruscotto.